# 真造圭伍
真造圭伍（日语：真造 圭伍，1987年1月23日—），日本漫畫家。男性。出身於石川縣。東京造形大學美術學科繪畫專攻畢業。妻子是漫畫家谷口菜津子。
以首次亮相後，2009年憑藉《月刊！Spirits》（小學館）開始的《森山中教習所》連載出道。在《月刊Morning two》（講談社）連載《野貓與雜草》。

## 來歷
埼玉縣立藝術綜合高等學校畢業後，東京造形大學美術學科繪畫專攻畢業。
投稿至《週刊Big Comic Spirits》（小學館）「Spirits獎」後，大學3年級以首次亮相。
之後在《月刊！Spirits》（同）連載《森山中教習所》，及在《週刊Big Comic Spirits》連載。
2012年12月獲得平成23年度第16屆日本新媒體動漫藝術節漫畫部門新人獎。
2020年4月30日，因抗癌藥物治療惡性淋巴瘤，宣布暫時停止連載發表於《月刊Morning two》的《野貓與雜草》。之後隨著身體復原恢復連載，並於同年11月18日宣布惡性淋巴瘤完全緩解。

## 作品列表

### 單行本
- 森山中教習所（日语：森山中教習所）（2010年8月，小學館）
- （2012年7月，小學館）ISBN 978-4-09-184599-3
- （2012年7月，小學館）ISBN 978-4-09-184600-6
- 綠色的星星（《週刊Big Comic Spirits》2013年13號（同年2月25日發行）－2014年11號（同年2月10日發行），小學館，全4冊）
  1. 2013年6月 ISBN 978-4-09-185229-8
  2. 2013年9月 ISBN 978-4-09-185409-4
  3. 2013年12月 ISBN 978-4-09-185690-6
  4. 2014年3月 ISBN 978-4-09-186019-4
- 東京外星人兄弟（日语：トーキョーエイリアンブラザーズ）（小學館，全3冊）
- （2016年7月7日，小學館）ISBN 978-4-09-187708-6
- 野貓與雜草（《月刊Morning two》2018年6號[7]－2020年10號，講談社，全4冊）
  1. 2018年11月22日發行[8] ISBN 978-4-06-513608-9
  2. 2019年6月21日發行[9] ISBN 978-4-06-516110-4
  3. 2020年1月23日發行[10] ISBN 978-4-06-518258-1
  4. 2020年10月23日發行[11] ISBN 978-4-06-521075-8
- 平屋慢生活（《週刊Big Comic Spirits》2021年21·22合併號[12]－連載中，小學館，已出版8冊）
  1. 2021年9月10日發行[13] ISBN 978-4-09-861118-8
  2. 2021年12月10日發行[14] ISBN 978-4-09-861204-8
  3. 2022年4月28日發行[15] ISBN 978-4-09-861299-4
  4. 2022年9月30日發行[16] ISBN 978-4-09-861408-0
  5. 2023年3月30日發行[17] ISBN 978-4-09-861604-6
  6. 2023年8月30日發行[18] ISBN 978-4-09-862522-2
  7. 2024年4月11日發行[19] ISBN 978-4-09-862690-8
  8. 2024年11月28日發行[20] ISBN 978-4-09-863106-3
- （2022年9月30日，小學館）ISBN 978-4-09-861439-4

### 其它
- 《平屋慢生活》第2冊發行紀念 與和山山的對談（《週刊Big Comic Spirits》2022年2·3合併號[21]）

## 外部連結
- 真造圭伍的pixiv （日語）
- 真造圭伍的X（前Twitter） （日語）
- （页面存档备份，存于） （日語）